# Великообзирський заказник
Великообзирський — об'єкт природно-заповідного фонду в Україні,гідрологічний заказник місцевого значення. Розташований на території Камінь-Каширського району Волинської області. 
Площа — 43 га, статус отриманий у 1985 році. Перебуває у користуванні ДП «Камінь-Каширське ЛГ» (Великообзирське лісництво, кв. 31, вид. 19; кв. 32, вид. 1, 15).
Статус надано з метою охорони та збереження у природному стані сфагнового болота, з якого бере початок річка Локниця. Болото місцями заросле чагарниками, рідколіссям, серед його трав'яного покриву трапляються рідкісні види, занесені до Червоної книги України – осока тонкокореневищна (Carex chordorhiza) та меч-трава болотна (Cladium mariscus).